# Élections législatives estoniennes de 1999
Les élections législatives estoniennes de 1999 sont les élections des 101 députés de la neuvième législature du Riigikogu, qui ont lieu en Estonie le 7 mars 1999.

## Contexte
À la suite des dernières élections législatives, le Parti de la coalition d'Estonie, qui a fait liste commune avec l'Union populaire, arrive largement en tête du scrutin avec 32% des suffrages, loin devant le Parti de la réforme et le Parti du Centre.
Après avoir mené un gouvernement provisoire pendant quelques mois en 1992, Tiit Vähi forme son deuxième gouvernement, en coalition avec ses alliés de l'Union populaire et du Parti du Centre. Cependant, quelques mois plus tard, un scandale d'écoutes illégales implique le Ministre de l'Intérieur, et président du Parti du Centre, Edgar Savisaar. Vähi le limoge en novembre 1995, et met fin à son alliance avec le Centre.
Vähi met alors en place son troisième gouvernement. Le Parti de la réforme remplace alors le Centre au cabinet. Pourtant, un an plus tard, le parti de la Réforme se retire de la coalition, rendant le gouvernement minoritaire. Puis, Tiit Vähi, mis en minorité, est contraint à la démission en mars 1997.
Le président du groupe parlementaire du Parti de la coalition, Mart Siimann est alors chargé de constituer un cabinet. Il forme alors un gouvernement minoritaire avec son parti, l'Union populaire, le nouveau Parti paysan estonien, et le Parti du développement, une scission du Parti du Centre, créée à la suite du scandale impliquant son président, Edgar Savisaar.

## Mode de scrutin
Le Riigikogu est composé de 101 sièges pourvus pour quatre ans au scrutin proportionnel plurinominal avec listes ouvertes et vote préférentiel. Sur ce total, 75 sièges sont à pourvoir dans 12 circonscriptions de 5 à 15 sièges en fonction de leurs populations, et les 26 sièges restants, dits de « compensation » sont répartis au niveau national selon la méthode d’Hondt à tous les partis ayant dépassé le seuil électoral de 5 % des voix, afin de rapprocher le plus possible les résultats en sièges à ceux du vote de la population,.
Le droit de vote s'obtient à 18 ans. Les électeurs ont la possibilité d'effectuer un vote préférentiel pour l'un des candidats de la liste pour laquelle ils votent, afin de faire monter sa place dans la liste. Si un candidat recueille ainsi davantage de votes préférentiels que le montant du quotient simple dans sa circonscription, il est déclaré élu même si la liste dont il est candidat échoue à franchir le seuil national de 5 %,.

## Résultats
|                          |                                 |         |       |      |        |               |  |  |  |
| Parti                    | Parti                           | Votes   | %     | +/-  | Sièges | +/-           |  |  |  |
|                          | Parti du Centre                 | 113 378 | 23,41 | 9,24 | 28     | 12            |  |  |  |
|                          | Union de la patrie              | 77 917  | 16,09 | 8,23 | 18     | 10            |  |  |  |
|                          | Parti de la réforme             | 77 088  | 15,92 | 0,27 | 18     | 1             |  |  |  |
|                          | Les Modérés                     | 73 630  | 15,21 | 9,22 | 17     | 11            |  |  |  |
|                          | Parti de la coalition d'Estonie | 36 692  | 7,58  | -    | 7      | 7             |  |  |  |
|                          | Union populaire                 | 35 204  | 7,27  | -    | 7      | 7             |  |  |  |
|                          | Parti populaire uni             | 29 682  | 6,13  | -    | 6      | en stagnation |  |  |  |
|                          | Parti populaire chrétien        | 11 745  | 2,43  | Nv.  | 0      | en stagnation |  |  |  |
|                          | Parti russe d'Estonie           | 9 825   | 2,03  | -    | 0      | en stagnation |  |  |  |
|                          | Parti bleu d'Estonie            | 7 745   | 1,60  | 1,25 | 0      | en stagnation |  |  |  |
|                          | Assemblée des fermiers          | 2 421   | 0,50  | Nv.  | 0      | en stagnation |  |  |  |
|                          | Parti du développement          | 1 854   | 0,38  | Nv.  | 0      | en stagnation |  |  |  |
|                          | Indépendants                    | 7 058   | 1,46  | 1,19 | 0      | en stagnation |  |  |  |
|                          |                                 |         |       |      |        |               |  |  |  |
| Votes valides            | Votes valides                   | 484 239 | 98,35 |      |        |               |  |  |  |
| Votes blancs et nuls     | Votes blancs et nuls            | 8 117   | 1,65  |      |        |               |  |  |  |
| Total                    | Total                           | 492 356 | 100   | –    | 101    | en stagnation |  |  |  |
| Abstentions              | Abstentions                     | 364 914 | 42,57 |      |        |               |  |  |  |
| Inscrits / participation | Inscrits / participation        | 857 270 | 57,43 |      |        |               |  |  |  |

## Formation du gouvernement
Quelques semaines plus tard, Mart Laar forme son gouvernement avec l'Union de la patrie, que Laar préside, le Parti de la réforme et Les Modérés.

## Sources
1. 1 2  « IPU PARLINE database: ESTONIE (Riigikogu), Texte intégral », sur archive.ipu.org (consulté le 10 mars 2019).
2. 1 2  (et) « Valimised », sur eesti.ee, 26 janvier 2016 (consulté le 6 octobre 2018)
3. ↑  Nohlen, D & Stöver, P (2010) Elections in Europe: A data handbook, p574  (ISBN 978-3-8329-5609-7)
4. ↑  « Estonia: parliamentary elections Riigikogu, 1999 », Union interparlementaire